# Panemunė
Panemunė (en allemand : Übermemel) est la plus petite des villes de Lituanie.
Elle est située sur la rive du fleuve Niémen face à Sovetsk (oblast de Kaliningrad, Russie), 8 kilomètres au sud de Pagėgiai, dans l'apskritis de Tauragė.